# Jerry Bouthier
Pour les articles homonymes, voir Bouthier.
Jerry Bouthier est un DJ français, également producteur et compositeur de musique électronique, house et electro. Né à Marseille, originaire de Paris et basé à Londres, il crée du sound-design pour défilés de mode et marques, enregistre et remixe sous le nom JBAG (avec Andrea Gorgerino) et est directeur artistique de son label discographique Continental Records.

## Biographie
Inspiré par Ibiza et The Haçienda à Manchester, Jerry et son jeune frère Tom Bouthier sont précurseurs de la house music et de la culture rave à Paris aux côtés de Laurent Garnier, Dimitri from Paris ou encore Patrick Vidal (Marie et les Garçons). Ils sont conseillers artistiques et artistes de P.U.R., — Paris Union Recording, la première compilation électronique française des années 1990 qui présente les débuts de Philippe Cohen Solal de Gotan Project et de Marc Collin de Nouvelle Vague — et sortent deux singles sur le label Stress (le label de DMC UK), Breakline (1994) et I Love Paris (1995). Les frères s'installent a Londres où ils rejoignent l'agence Unlimited DJs qui les propulse sur le devant de la scène britannique (Ministry of Sound, Cream (en), Manumission (en), Miss Moneypenny's (en) ou encore Gatecrasher (en)).
Jerry passe à l'electro avec le nouveau millénaire, il finit DJ résident de BoomBox,, le club londonien notoire qui ramène sur le dancefloor attitude, individualité et mode imaginative. Après avoir sélectionné et mixé le CD Kitsuné-BoomBox, Jerry rentre dans la famille Kitsuné,, se produit autour du monde en tant qu'ambassadeur du label et enregistre six CD mixes pour le label de disques et de vêtements parisien.
Il est directeur musical de Vivienne Westwood de 2008 à 2013 et il produit les musiques des défilés de Matthew Williamson,, Roksanda Ilincic (en), Julien Macdonald, Peter Jensen (en), Kokon to Zai, Sibling et beaucoup d'autres.
Il est également le demi-frère de Mathieu Bouthier, un DJ et producteur français de house music.

## Discographie

### Singles / Maxis
- Riviera Splash – Breakline (Stress)
- Riviera Splash – I Love Paris (Stress)
- Continental Trash – Everybody (Continental)
- Electrique Boutique – Revelation (Continental)
- Little Star - Petite étoile (Continental)
- JBAG - X Ray Sex feat. Louise Prey (Continental)
- JBAG – Mogadsico (Continental)
- JBAG - Through Blue feat. Kamp! (pl) (Continental)
- JBAG – Everybody (Come On!) feat. Shindu (Continental)
- Jerry Bouthier - Yeah! (DJ Tools #01) (Continental)

### Remixes
- Kylie Minogue - BoomBox (JBAG Remix) (EMI)
- S'Express - Stupid little girls (JBAG Remix) (Kitsuné)
- Siobhán Donaghy - Don't give it up (JBAG Remix) (Kitsuné)
- Adam Sky & Danny Williams - The Imperious Urge (JBAG Remix) (Exploited)
- Bunny Lake - Army Of Lovers (JBAG Remix) (Universal)
- Variety Lab – Money (JBAG Remix) (Pschent)
- Voltaire Twins - D.I.L. (JBAG Remix)
- Sparks - Good morning (JBAG Remix)
- Ladyhawke – My Delirium (JBAG Remix) (Modular)
- Arnaud Rebotini – Another Time, Another Place (JBAG Remix) (Blackstrobe Records)
- Kamp! (pl) – Cairo (JBAG Remix) (Discotexas)
- Reflex - Wavering (JBAG Remix) (Continental)
- Shindu – Happy House (JBAG Remix) (Kitsuné)
- Housse de Racket – Chateau (Kitsuné)
- Mjolnir – Just A Boy (JBAG Remix) (Continental)
- Punks Jump Up – Get Down (Kitsuné)
- Gigamesh – Your Body (JBAG Remix) (Kitsuné)
- RÜFÜS – This Summer (JBAG Remix) (Continental)
- Jupiter – Starlighter (JBAG Remix)
- Two Door Cinema Club – Next Year (JBAG Remix) (Kitsuné)
- Scarlet Fantastic – No Memory ’14 (JBAG Remix) (Continental)
- Romuald & Madji'k - Fastlane (JBAG Remix) (Continental)

### Compilations
- 1992 : P.U.R. (Paris Union Recording) (Delabel)
- 1996 : DJ Culture 3 (Various Artists Mixed by Tom & Jerry Bouthier) (Stress)
- 2007 : Kitsuné Boombox (Various Artists Selected & Mixed by Jerry Bouthier) (Kitsuné)
- 2010 : Kitsuné x Ponystep (Various Artists Selected & Mixed by Jerry Bouthier) (Kitsuné)
- 2011 : 100% Gomma (Various Artists Selected & Mixed by Jerry Bouthier) (Gomma)
- 2012 : Kitsuné Soleil (Various Artists Mixed by Gildas Loaec and Jerry Bouthier) (Kitsuné)
- 2013 : Kitsuné Soleil 2 (Various Artists by Gildas Loaec and Jerry Bouthier) (Kitsuné)
- 2014 : 100% Continental (Various Artists Selected & Mixed by Jerry Bouthier) (Continental)
- 2014 : Kitsuné Trip Mode (Various Artists Selected & Mixed by Jerry Bouthier) (Kitsuné)
- 2015 : Mystery Tour (Various Artists Selected & Mixed by Jerry Bouthier) (Emerald & Doreen[17])
- 2015 : Voyage Sauvage 1 (Various Artists Mixed by Jerry Bouthier) (Emerald & Doreen)
- 2016 : Café Kitsuné (Various Artists Mixed by Jerry Bouthier) (Kitsuné)
- 2016 : Voyage Sauvage 2 (Various Artists Mixed by Jerry Bouthier) (Emerald & Doreen)
- 2017 : Emerald & Doreen 200 (Various Artists Mixed by Jerry Bouthier) (Emerald & Doreen)